# 池田純一
池田 純一（いけだ じゅんいち、1946年5月15日 - 2005年5月17日）は、熊本県荒尾市出身のプロ野球選手（外野手）。1971年から1976年までは、池田 祥浩（いけだ よしひろ）という登録名を用いていた。

## 経歴

### プロ入り前
中学3年次の1961年までは右打者であったが、右肩を脱臼したことをきっかけに左打者へ転向した。
卒業後は1962年に八代東高校へ進学し、投手兼右翼手の4番打者として活躍。2年次の1963年の秋季九州大会では、同級生の沢村周二とのダブルエースで準々決勝にまで進んだが、打線が中津東の秋元肇に抑えられた末に敗退。3年次の1964年には夏の甲子園中九州大会決勝で佐伯鶴城の山中正竹に投げ勝ち、本大会では開幕試合で掛川西と対戦。後に日本楽器へ進む山崎道夫と投げ合ったが、両チーム無得点のまま延長18回までに決着が付かず、当時の大会規定で引き分け再試合に持ち越された。2日後に組まれた再試合でも先発を任されたが、1回の途中で打ち込まれたため沢村に交代し、結局は2-6というスコアで初戦敗退を喫した。
読売ジャイアンツ・阪神タイガース・法政大学の関係者による争奪戦を経て、NPBにドラフト制度が導入される前年の1965年に、外野手として阪神へ入団。

### 阪神時代
入団当初の背番号は52でたったが、2年目の1966年から32を着用。3年目の1967年には中堅手としてレギュラーに定着すると、シーズン後半に2番打者へ抜擢。その後も強肩好打の外野手として活躍し、1971年には入団以来本名（池田純一）を使用してきた登録名を「池田祥浩」、背番号を7に変更した。
1972年にはファン投票でオールスターに初めて出場すると、7月25日に地元・甲子園で行われた第3戦で決勝打を含む2安打を放ってMVPを獲得。同年は規定打席にも初めて到達し、リーグ9位の打率.283を記録したほか、外野守備でも自己最多の13補殺を達成している。
1973年には2年連続でオールスターに出場し、公式戦では3本のサヨナラ本塁打を放ったものの、「世紀の落球」と呼ばれた8月5日の巨人戦（甲子園）での転倒を境に、公私にわたって人生が暗転した（詳細後述）。1974年まで3年連続で規定打席に達し、1975年もレギュラーを守るが、打撃成績は次第に低下。外野手のマイク・ラインバックや東田正義が移籍した1976年から出場機会が減少し、登録名を本名に戻した1977年には、入団後初めて一軍公式戦への出場機会が無かった。1978年には23試合に出場したが、シーズン終了後に球団から戦力外通告を受けたことによって、32歳で引退を余儀なくされた。

### 現役引退後
引退後は神戸市東灘区の深江駅（阪神本線）付近でジーンズショップ「ラッキーゾーン」を経営。1986年にOB戦に出場したこと以外では球界と距離を置いていたものの、2005年に営業先で突如くも膜下出血を発症。意識が戻らないまま、同年5月17日に逝去した。59歳没。

## 選手としての特徴
- 阪神で外野のレギュラーへ定着していた時期に、5本のサヨナラ本塁打を放っている。最初に放ったのは、1970年7月29日のヤクルト戦（甲子園）で、両チーム無得点で迎えた延長13回裏に満塁でマーク。ヤクルトが先発左腕の安木祥二を右の松岡弘へ交代したことを受けて代打に起用された末の満塁本塁打で、NPBの一軍公式戦における代打サヨナラ満塁本塁打は史上3人目、同点の局面では初めての快挙であった[2]。
- 打撃では、上記以外の局面でも勝負強さをしばしば発揮。主に打線の下位（6番や7番）を任されていた時期にも、1975年9月9日の巨人戦（甲子園）6回裏に左の高橋一三から逆転満塁本塁打、1976年の開幕戦となった4月4日の広島戦（広島市民）で開幕投手の外木場義郎から3ラン本塁打を放っていた。

## プレーをめぐるエピソード
1968年4月29日の対大洋ホエールズ戦（甲子園）4回裏1死からの打席で一塁へ出た直後に、自身の盗塁企図がきっかけで、「ボールカウント2ボールからの投球を球審が『ボール』と判定した際に、誤って『四球』を宣告した結果、打者の出塁が認められる」（3ボール四球）というNPB公式戦史上2度目の珍事を招いた。この試合に「2番・中堅手」としてスタメンに起用されていた池田は、3番打者・遠井吾郎が2ボール2ストライクからの5球目を見送った直後に二塁へ走り出した。井上忠行球審の判定は「ボール」だったが、大洋の捕手・伊藤勲が二塁へ送球しなかったため、井上は「四球」と勘違いしたまま遠井に一塁へ出るよう指示。遠井が一塁に向かった直後に、井上の間違いに気付いた公式記録員が場内の審判室に連絡したものの、その時点で大洋の投手・池田重喜が阪神の4番打者ウィリー・カークランドへ1球を投じていた。結局、遠井の四球が公式記録に残ってしまったため、池田の盗塁は「遠井の四球出塁に伴う進塁」として扱われた。ちなみに井上は、この試合で初めてセ・リーグ公式戦の球審を務めていた。

### 「世紀の落球」に翻弄された後半生

#### 「あと1人」での転倒から逆転負け
1973年の阪神は、セ・リーグ8連覇中だった巨人との間で優勝争いを展開。甲子園球場での直接対決であった8月5日のナイトゲームに、池田は中堅手として出場していた。阪神の1点リードで迎えた9回表2死1・3塁で、黒江透修が江夏豊から放ったライナー性の飛球を追ったところ、現在と違って整備が行き届いていなかったグラウンドの天然芝に足を取られて仰向けに転倒。転倒中に池田のはるか後方へ落下した打球がバックスクリーンの方向へ転がる間に、塁上の走者が全て生還したため、江夏とバッテリーを組んでいた田淵幸一は怒りのあまり本塁付近でキャッチャーマスクをグラウンドに叩き付けた（公式記録は失策なしの三塁打）。しかし、阪神は9回裏に得点できないまま2対3で逆転負け。江夏に黒星が付いたが、当の本人は試合後に、「池田にはこれまでに助けてもらったので、（転倒がきっかけで逆転負けを喫しても）気にしない」と語っていた。
一方の池田は、上記の巨人戦を境に、江夏が登板した甲子園球場でのナイトゲームで2本のサヨナラ本塁打をマーク。8月25日の対広島戦では、江夏と佐伯和司の投手戦によって両チーム無得点で迎えた9回裏1死1塁の打席で、佐伯からの本塁打によって江夏を完封勝利に導いた。9月9日の対ヤクルト戦でも、同点で迎えた9回裏2死1・2塁の打席で、安田猛から本塁打を放って江夏に再び白星を付けた。ちなみに、ヤクルト戦の試合後には、「あの（巨人戦での転倒による逆転負けの）借りを返したね」という報道陣からの問い掛けに、笑みを交えながら「それを言われると一番辛いから懸命にやっている」と答えている。
もっとも阪神は、1973年シーズンの開幕から巨人に10勝6敗1分けと勝ち越していながら、8月5日以降の直接対決で1勝6敗1分と大きく負け越した。チームのリーグ優勝がかかった10月20日の対中日ドラゴンズ最終戦（中日球場）では、池田が1点ビハインドの4回表に星野仙一から同点二塁打を放ちながら、チームは2対4で逆転負け。さらに、10月22日に巨人とのシーズン最終戦に0対9で大敗したことによって、わずか0.5ゲーム差ながら甲子園球場で巨人の9連覇を許した。そして、このようなチームの急失速を背景に、池田の転倒が蒸し返されたあげく「世紀の落球」と呼ばれるようになった。池田が後に家族へ語ったところによれば、シーズンの終了直後に放送されたテレビ番組で、ある著名な司会者が「あの試合で池田がエラーしていなければ優勝できた」という趣旨の一言を発したことがきっかけとされる。

#### 事実誤認によるバッシングから人間不信へ
池田は転倒するまで、黒江の打球に一切触れていなかった。それにもかかわらず、心ないファンからの罵詈雑言や嫌がらせ行為が相次いだばかりか、1973年末の契約交渉で球団から減俸を提示された。
池田はシーズンの後半から、巨人戦での転倒について悩んでいることを江夏にだけ打ち明けていた。しかし、球団の幹部が契約交渉の席で「落球でチームに迷惑を掛けたこと」を減俸の理由に挙げたため、たちまち人間不信へ陥った。実際には減俸を受け入れたうえで契約を更改したが、翌1974年のシーズン終了後には、日本ハムファイターズへの移籍（池田・吉良修一と大杉勝男・小坂敏彦との交換トレード）話が公に出た。結局、この話は実現に至らなかったため、日本ハムは大杉を内田順三・小田義人との交換トレードでヤクルトスワローズへ放出。池田は阪神へ残留したものの、心は既にチームから離れていたという。
江夏によれば、「いつも元気に喋っていた池田が、あのエラー（転倒）の後から落ち込んでいて、沈んだ声を出すようになった。東京遠征中には、宿泊先の自分の部屋へ夜中に突然入ってきて、『宇宙の向こうに何があると思うか? 宇宙に壁ってあるのかな?』などと問い掛けたほどだった。その姿を見るだけでも、エラーを相当気に病んでいたことがよく分かった」という。その一方で、「野球に『エラー』は付きものだが、一所懸命のプレーの結果として生じた『エラー』と(全力疾走や声出しを怠るなどの)『ボーンヘッド』は違う。若い頃の自分にとっては、『エラー』も『ボーンヘッド』もどうしても許せない『ミス』だった。しかし、野球を続けるうちに『エラー』と『ボーンヘッド』の違いが少し見えてきたので、池田の転倒のような『エラー』だけは『仕方ない』と思えるようになった」とも語っている。

#### 引退後の人生を支えた言葉
池田は、1978年限りで現役を引退すると、「ラッキーゾーン」というジーンズショップを開店した。「もう球界から離れたい」「野球を早く忘れたい」との思いが強かったことに加えて、妻がかつてジーンズショップに勤務していたことによる。もっとも、「世紀の落球」という言葉が広まったことの余波は大きく、池田の居所を突き止めたメディア関係者から電話で執拗に取材を求められるという有様だった。このような取材攻勢にたまりかねた池田は、電話に一切応じなくなったばかりか、野球に関する話を一切公にしなくなったとされる。もっとも、山際淳司（ノンフィクション作家）からの取材には協力していて、1981年に山際が『Sports Graphic Number』（文藝春秋）で発表した（後に角川文庫の『江夏の21球』へ収められた短編のルポルタージュ）「落球伝説」には池田へのインタビューの模様が記されている。
しかし、1986年10月26日の夜にテレビのスポーツニュースで流れた1986年のワールドシリーズ第6戦（ニューヨーク・メッツ対ボストン・レッドソックス戦）の映像が、池田の人生観を一変させる。3勝2敗でシリーズ制覇に王手を掛けていたレッドソックスは、この試合でメッツに延長戦まで持ち込まれていて、2点リードの10回裏2死無走者から3連打と暴投で同点に追い付かれていた。さらに、2死2塁の局面で平凡なゴロを捕球しようとしたビル・バックナー一塁手が、足をもつれさせたあげくゴロを後逸。この失策でメッツの二塁走者が本塁へ生還したことによって、レッドソックスは土壇場でサヨナラ負けを喫した（実際には第7戦でも逆転負け）。
池田が見たスポーツニュースでは、バックナーが後逸した瞬間の映像に続いて、試合後にバックナーが発した「これが私の人生。このエラー（失策）をこれからの人生の糧にしたい」というコメントを紹介。池田はこのコメントへ共感するあまり、涙を流しながら立ち上がると、居合わせた妻に対して「自分もバックナーのように生きたかった」と漏らした。妻が後年語ったところによれば、「（バックナーのコメントへ接したことで）『私があの時の池田です』と人前で堂々と言えるようになった」という。
ちなみに、池田は2001年に『世紀の落球　池田純一を覚えていますか』（関西テレビが制作したドキュメンタリー）へ出演。アメリカへの密着取材の一環でバックナーとの対面を果たすと、上記の経験を語り合った。その際にバックナーから「人生にエラーは付きものだが、その後の生き方こそ大事だ。たかが野球、たかがゲームじゃないか。長い目で見ると、辛いことの方が大きな意味を持つ。あのエラーがあったから、今の人生がある」と言われたことがきっかけで、日本への帰国後には、「自分の体験を話すことで他人を励ましたい」との一心でPTAや企業などからの講演の依頼を積極的に引き受けていた。現に、悩みを抱えながらも池田の講演に心を打たれた人は多く、泣きながら講演を聞く人もいたほどであった。

## 詳細情報

### 年度別打撃成績
| 年 度      | 球 団      | 試 合 | 打 席 | 打 数 | 得 点 | 安 打 | 二 塁 打 | 三 塁 打 | 本 塁 打 | 塁 打 | 打 点 | 盗 塁 | 盗 塁 死 | 犠 打 | 犠 飛 | 四 球 | 敬 遠 | 死 球 | 三 振 | 併 殺 打 | 打 率 | 出 塁 率 | 長 打 率 | O P S |
| ---------- | ---------- | ----- | ----- | ----- | ----- | ----- | -------- | -------- | -------- | ----- | ----- | ----- | -------- | ----- | ----- | ----- | ----- | ----- | ----- | -------- | ----- | -------- | -------- | ----- |
| 1965       | 阪神       | 11    | 24    | 23    | 1     | 4     | 1        | 0        | 0        | 5     | 0     | 0     | 0        | 0     | 0     | 0     | 0     | 1     | 10    | 0        | .174  | .208     | .217     | .426  |
| 1966       | 阪神       | 52    | 84    | 78    | 1     | 10    | 2        | 0        | 1        | 15    | 2     | 0     | 2        | 0     | 0     | 6     | 1     | 0     | 25    | 3        | .128  | .190     | .192     | .383  |
| 1967       | 阪神       | 116   | 350   | 333   | 31    | 78    | 13       | 1        | 9        | 120   | 23    | 4     | 1        | 1     | 2     | 12    | 1     | 2     | 52    | 6        | .234  | .264     | .360     | .624  |
| 1968       | 阪神       | 94    | 239   | 214   | 27    | 51    | 6        | 3        | 10       | 93    | 19    | 2     | 1        | 0     | 0     | 21    | 0     | 4     | 59    | 2        | .238  | .318     | .435     | .753  |
| 1969       | 阪神       | 99    | 237   | 215   | 15    | 39    | 7        | 0        | 3        | 55    | 13    | 4     | 2        | 5     | 0     | 16    | 1     | 1     | 47    | 7        | .181  | .241     | .256     | .497  |
| 1970       | 阪神       | 100   | 190   | 176   | 25    | 44    | 5        | 1        | 12       | 87    | 32    | 0     | 3        | 2     | 0     | 11    | 2     | 1     | 34    | 1        | .250  | .298     | .494     | .792  |
| 1971       | 阪神       | 91    | 211   | 201   | 24    | 48    | 4        | 0        | 11       | 85    | 24    | 0     | 1        | 0     | 1     | 9     | 0     | 0     | 45    | 4        | .239  | .270     | .423     | .693  |
| 1972       | 阪神       | 121   | 434   | 400   | 32    | 113   | 24       | 1        | 9        | 166   | 50    | 5     | 4        | 1     | 4     | 28    | 8     | 1     | 61    | 3        | .283  | .328     | .415     | .743  |
| 1973       | 阪神       | 120   | 475   | 441   | 43    | 114   | 23       | 1        | 11       | 172   | 52    | 3     | 3        | 2     | 1     | 30    | 4     | 1     | 76    | 8        | .259  | .307     | .390     | .697  |
| 1974       | 阪神       | 107   | 405   | 378   | 32    | 95    | 23       | 6        | 6        | 148   | 42    | 1     | 5        | 5     | 0     | 21    | 0     | 1     | 57    | 9        | .251  | .293     | .392     | .684  |
| 1975       | 阪神       | 118   | 343   | 309   | 25    | 77    | 11       | 4        | 6        | 114   | 28    | 3     | 5        | 2     | 2     | 29    | 1     | 1     | 29    | 11       | .249  | .314     | .369     | .683  |
| 1976       | 阪神       | 40    | 37    | 30    | 6     | 6     | 2        | 0        | 2        | 14    | 7     | 1     | 1        | 1     | 0     | 6     | 2     | 0     | 7     | 1        | .200  | .333     | .467     | .800  |
| 1978       | 阪神       | 23    | 44    | 44    | 1     | 7     | 0        | 0        | 0        | 7     | 3     | 0     | 0        | 0     | 0     | 0     | 0     | 0     | 12    | 0        | .159  | .159     | .159     | .318  |
| 通算：13年 | 通算：13年 | 1092  | 3073  | 2842  | 263   | 686   | 121      | 17       | 80       | 1081  | 295   | 23    | 28       | 19    | 10    | 189   | 20    | 13    | 514   | 55       | .241  | .291     | .380     | .671  |

### 表彰
- オールスターゲームMVP：1回 （1972年 第3戦）

### 記録
節目の記録
- 1000試合出場：1975年9月3日 ※史上184人目

その他の記録
- オールスターゲーム出場：2回 （1972年、1973年）

### 背番号
- 52 （1965年）
- 32 （1966年 - 1970年）
- 7 （1971年 - 1978年）

### 登録名
- 池田 純一 （いけだ じゅんいち、1965年 - 1970年、1977年 - 1978年）
- 池田 祥浩 （いけだ よしひろ、1971年 - 1976年）